# Marcusenius thomasi
Marcusenius thomasi is een  straalvinnige vissensoort uit de familie van tapirvissen (Mormyridae). De wetenschappelijke naam van de soort is voor het eerst geldig gepubliceerd in 1916 door Boulenger.
De soort staat op de Rode Lijst van de IUCN als niet bedreigd, beoordelingsjaar 2006.